# 1. FK Příbram
Az 1. FK Příbram egy cseh labdarúgócsapat Příbramban, jelenleg a Cseh labdarúgó-bajnokság élvonalában szerepel.
Hazai mérkőzéseit a 9100 fő befogadására alkalmas Na Litavce nevezetű stadionban játssza.
A csapat eredetileg az 1966/67-es BEK elődöntős Dukla Praha és az FC Příbram 1996-ban történt egyesülésekor lett alapítva.

## Történelem
Fc Dukla néven 1997-től a Gambrinus liga tagja volt. 1998-ban FC Dukla Příbram, 2000-ben FC Marila Příbram, 2002-ben FK Marila Příbram néven szerepelt. Egészen a 2006/07-es szezonig megszakítás nélkül az első osztály küzdelmeiben volt érdekelt, amikor is a bajnokság végén kiesett. A másodosztályban mindössze egy szezont töltött és 2008 nyarától ismét a legmagasabb osztály tagja. A 2008-ban történt visszajutás óta 1. FK Příbram lett a klub hivatalos elnevezése.

## Csapatnevek
Az 1. FK Příbram elnevezései az évek során a következőképp alakultak:
- 1997 — FC Dukla
- 1998 — FC Dukla Příbram
- 2000 — FC Marila Příbram
- 2002 — FK Marila Příbram
- 2008 — 1. FK Příbram

## Európai kupákban való szereplés
| Szezon  | Versenykiírás       | Forduló         | Ellenfél          | Eredmény (összesítve) | 1. mérkőzés | 2. mérkőzés |
| ------- | ------------------- | --------------- | ----------------- | --------------------- | ----------- | ----------- |
| 2000    | UEFA Intertotó-kupa | 2. selejtezőkör | LASK Linz         | 4:3                   | 1:1         | 3:2         |
|         | "                   | 3. selejtezőkör | Aston Villa FC    | 1:3                   | 0:0         | 1:3         |
| 2001/02 | UEFA-kupa           | 1. selejtezőkör | CS Sedan Ardennes | 5:3                   | 4:0         | 1:3         |
|         | "                   | 2. selejtezőkör | PAÓK PAE          | 3:8                   | 1:6         | 2:2         |

## Keret
2012. január 9. szerint.
| #  |     | Poszt | Név                   |
| -- | --- | ----- | --------------------- |
| 1  | SVK | K     | Jakub Rondzik         |
| 2  | CZE | V     | Lukas Hejda           |
| 4  | CZE | V     | Jiří Krejci           |
| 5  | LIT | KP    | Marius Papšys         |
| 6  | CZE | KP    | Daniel Tarczal        |
| 7  | CZE | V     | Lukáš Pleško          |
| 8  | CZE | CS    | Dominik Mašek         |
| 11 | CZE | CS    | Martin Šlapák         |
| 13 | SRB | V     | Aleksandar Andrejević |
| 14 | CZE | KP    | Pavel Pilík           |

| #  |     | Poszt | Név                    |
| -- | --- | ----- | ---------------------- |
| 15 | CZE | V     | Martin Macháček        |
| 16 | CZE | V     | Pavel Ricka            |
| 18 | CZE | V     | Matěj Štochl           |
| 20 | SRB | V     | Nikola Đuketić         |
| 21 | CZE | KP    | Jiří Mareš             |
| 22 | CZE | K     | Aleš Hruška (kapitány) |
| 23 | CZE | KP    | Zdeněk Koukal          |
| 24 | CZE | KP    | Josef Divíšek          |
| 25 | CZE | KP    | Tomáš Pilík            |
| 30 | CZE | K     | Jiří Krček             |

## Korábbi edzők
- Roman Nádvorník (2010–11)
- Massimo Morales (2008–09)
- Pavel Tobiáš (2004–08)
- Jozef Chovanec (2002–03)
- Karel Jarolim (1997–98)